# Biliphyta
Sous-règne
Le sous-règne des Biliphyta serait un sous-règne polyphylétique d'algues à biliprotéines comprenant l'embranchement des Rhodophyta et l'embranchement des Glaucophyta.

## Liste des embranchements
Selon ITIS (26 juillet 2013) et World Register of Marine Species (26 juillet 2013) :
- division des Glaucophyta
- division des Rhodophyta

Selon Paleobiology Database (26 juillet 2013) :
- Rhodophyta